# Козин, Николай Фёдорович
Никола́й Фёдорович Ко́зин (1924—2011) — деятель советских правоохранительных органов, генерал-майор МВД. Депутат Верховного Совета Чувашской АССР (1965—1972). Министр внутренних дел Чувашской АССР (1965—1972).

## Биография
Родился 24 декабря 1924 года в селе Макарово, Михайловского района Курской области.
В августе 1942 года в возрасте семнадцати лет, Н. Ф. Козин был призван в ряды Рабоче-Крестьянской Красной армии, участник Великой Отечественной войны в составе 57-й гвардейской танковой бригады, воевал на Калининском и 1-м Белорусском фронтах — командир отделения и заместитель командира взвода, в бою был контужен и ранен. С 1942 по 1946 годы обучался в Хлебниковском военном миномётном училище, после окончания училища служил комендантом отдела Главного  управления контрразведки «Смерш» 57-й гвардейской танковой бригады и исполнял обязанности заведующего делами производства военного госпиталя. В 1947 году был демобилизован из рядов Советской армии. За период войны был награждён орденами Отечественной войны I степени, Красной Звезды и медалью «За отвагу».  
С 1947 по 1948 годы учился в Мичуринской торгово-кооперативной школе Тамбовской области и работал помощником главного бухгалтера Тамбовской средней школы и инструктором по заочному обучению. В 1948 году направлен для прохождения службы в МВД СССР. С 1948 по 1965 годы служил руководителем паспортного отдела и отдела службы Управления внутренних дел по Московской области.
В 1965 году окончил Высшую школу МВД СССР. С 1965 по 1972 годы занимал должность министра внутренних дел Чувашской АССР. В 1973 году постановлением Совета Министров СССР, Н. Ф. Козину было присвоено звание генерал-майор.
Помимо основной деятельности Н. Ф. Козин занимался и общественно-политической работой с 1965 по 1972 годы избирался депутатом Верховного Совета Чувашской АССР.
С 1973 по 1980 годы работал заместителем начальника Главной инспекции Штаба МВД СССР. С 1980 по 1986 годы — заместителем  начальника Главного управления по обеспечению охраны общественного порядка МВД СССР. В 1986 году был членом состава оперативной группы по ликвидации последствий аварии на Чернобыльской АЭС.
Скончался 25 октября 2011 года в Москве.

## Награды
- орден Мужества
- орден Отечественной войны I степени
- орден Трудового Красного Знамени
- орден Дружбы народов
- два ордена Красной Звезды
- орден «Знак Почёта»
- медаль «За отвагу»